# Quận Comal, Texas
Quận Comal (tiếng Anh: Comal County) là một quận trong tiểu bang Texas, Hoa Kỳ. Quận lỵ đóng ở thành phố.